# Maja Smrekar
Maja Smrekar, slovenska intermedijska umetnica, * 1978, Brežice.
Leta 2005 je diplomirala na oddelku za kiparstvo Akademije za likovno umetnost in oblikovanje v Ljubljani, kasneje pa je v isti instituciji, na oddelku za video in nove medije tudi magistrirala.
Pri svojem delu kot umetniški medij pogosto uporablja biotehnološka orodja. Njena dela tako nastajajo v biotehnoloških laboratorijih, v katerih sodeluje z znanstveniki in tehnologi.
Pogosto sodeluje z Galerijo Kapelica. Leta 2017 je za projekt K-9_topologija na festivalu Ars Electronica prejela nagrado Zlata Nika v kategoriji hibridne umetnosti, v letu 2018 pa je za isti projekt bila nagrajena še z nagrado Prešernovega sklada.